# Trattato dell'Eulsa
Il trattato dell'Eulsa (in coreano: 을사 조약 oppure 乙巳條約, in giapponese: 第二次日韓協約), noto anche come trattato di protettorato nippo-coreano, venne firmato il 17 novembre 1905 dai rappresentanti dei governi imperiali di Corea e Giappone. Privando la Corea della propria sovranità diplomatica, la rese un protettorato del Giappone e aprì la strada ai successivi trattati di annessione del 1907 e del 1910.

## Storia
Il Giappone, dopo aver ottenuto il riconoscimento sia dalla Russia, in seguito alla vittoria nella guerra russo-giapponese, sia dagli Stati Uniti, con l'accordo di Taft-Katsura, a considerare la Corea nella sfera d'influenza nipponica, ambiva a compiere un atto che formalizzasse tali riconoscimenti.
Quando, dopo la conclusione della guerra russo-giapponese, i delegati degli imperi giapponese e coreano si incontrarono a Seul per dirimere la questione relativa alle future decisioni di politica estera della Corea, il Giappone poté negoziare da una posizione di forza in quanto le truppe giapponesi occupavano il palazzo imperiale coreano e altri punti nevralgici del paese. 
Il 17 novembre 1905 nel Deoksu Jungmyeongjeon, uno dei palazzi del complesso del Deoksugung, venne accettato il testo predisposto da Itō Hirobumi con cui la Corea cedeva al Giappone la gestione della propria politica estera e il controllo dei traffici commerciali nei propri porti. 
Il trattato divenne effettivo dopo la firma di cinque ministri coreani, che sarebbero poi stati definiti dagli storici coreani "i cinque traditori dell'Eulsa":
- Lee Wan-Yong (이완용;李完用), ministro dell'istruzione
- Yi Geun-taek (이근택;李根澤), ministro della difesa
- Yi Ji-yong (이지용;李址鎔), ministro degli interni
- Pak Je-sun (박제순;朴齊純), ministro degli esteri
- Gwon Jung-hyeon (권중현;權重顯), ministro dell'agricoltura, commercio e industria

Altri ministri non firmarono il trattato:
- Han Gyu-seol (한규설;韓圭卨), primo ministro
- Yi Ha-yeong (이하영;李夏榮), ministro della giustizia
- Min Yeong-gi (민영기;閔泳綺), ministro delle finanze

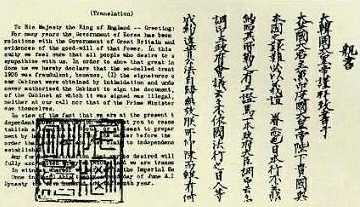
Ritrattazione ufficiale del trattato dell'Eulsa con il sigillo dell'imperatore Gojong.

Il trattato non venne riconosciuto neppure dall'imperatore Gojong, che si adoperò anche per contrastarlo con alcune iniziative diplomatiche. Spedì una serie di lettere ai capi di stato esteri ed inviò in segreto tre emissari alla Convenzione dell'Aia per contestare la parzialità del trattato dell'Eulsa che non ottennero però la possibilità di partecipare ai lavori. 
Si creò anche un movimento interno di resistenza chiamato Esercito legittimo contro il trattato dell'Eulsa (을사의병, 乙巳義兵, trasl. Eulsa Euibyeong) che raccolse sia popolani sia yangban. Alcuni ufficiali, Jo Byeong-se e Min Yeong-hwan, alla sua guida si suicidarono in estremo segno di protesta. 
Queste forme di resistenza, il mancato avallo imperiale, l'uso intimidatorio da parte del Giappone delle truppe nella fase negoziale sono elementi che storici e giuristi utilizzarono in seguito per mettere in dubbio la validità del trattato, sebbene esso non fu contestato a livello internazionale fino alla resa del Giappone alla fine della II guerra mondiale.
Il secondo articolo del trattato di normalizzazione dei rapporti tra Corea del Sud e Giappone del 1965 ha portato al mutuo riconoscimento della nullità del trattato: "Si conferma che ogni trattato o accordo siglato tra l'Impero del Giappone e l'Impero di Corea il o prima del 22 agosto 1910 sono già nulli ed invalidi".
La nullità del trattato è stata ribadita anche in una dichiarazione congiunta di Nord e Sud Corea del 23 giugno 2005.

## Il nome
Il nome del trattato deriva da quello dell'anno in cui venne firmato: il 42° del ciclo sessagesimale del calendario coreano. 
In giapponese è conosciuta come seconda convenzione nippo-coreana (第二次日韓協約?, Dai-niji Nitcho Kyōyaku),  (乙巳保護条約?, Isshi Hogo Jōyaku) e  (韓国保護条約?, Chosen Hogo Jōyaku).

## Fonti
- (EN) W.G. Beasley, Japanese Imperialism 1894-1945, Oxford University Press, 1991, ISBN 0-19-822168-1.
- (EN) Peter Duus, The Abacus and the Sword: The Japanese Penetration of Korea, 1895-1910, University of California Press, 1998, ISBN 0-520-21361-0.